# Dischidia bisetulosa
Dischidia bisetulosa är en oleanderväxtart som beskrevs av Ernest Justus Schwartz. Dischidia bisetulosa ingår i släktet Dischidia och familjen oleanderväxter. Inga underarter finns listade i Catalogue of Life.